# Balea
Balea is een geslacht van slakken uit de  familie van de Clausiliidae.

## Soorten
De volgende soorten zijn bij het geslacht ingedeeld:
- Balea costellata (Odhner, 1960)
- Balea costigera (Odhner, 1960)
- Balea eninskoensis Irikov, 2006
- Balea flavida (Odhner, 1960)
- Balea goughensis (Odhner, 1960)
- Balea heydeni Maltzan, 1881 = Vergeten schorshoren
- Balea holdgatei Preece & E. Gittenberger, 2003
- Balea kaeufeli (R. A. Brandt, 1962)
- Balea levior (Odhner, 1960)
- Balea nitida Mousson, 1858
- Balea perversa (Linnaeus, 1758) = Gewoon schorshorentje
- Balea swalesi Preece & E. Gittenberger, 2003
- Balea tristensis Gray, 1824
- Balea ventricosa Gray, 1824